# .450 Marlin
El .450 Marlin es un cartucho metálico diseñado como un equivalente moderno del .45-70 Government . Fue diseñado por un equipo conjunto de ingenieros de Marlin y Hornady encabezados por Mitch Mittelstaedt de Hornady,  y fue lanzado al mercado en el año 2000, con cartuchos fabricados por Hornady y rifles fabricados por Marlin, principalmente la el Modelo 1895 .El rifle Browning BLR también es disponible con recámara .450 Marlin, al igual que el Ruger No.1. Marlin dejó de fabricar el rifle 1895M en 2009 y para octubre del 2022, se rumoreaba que Ruger Firearms, el nuevo propietario de Marlin Firearms, podría reintroducir otra vez 450 Marlin para el Modelo 1895, pero Marlin ni Ruger no lo han confirmado.

## Diseño
Si bien balísticamente similar al .45-70, el .450 Marlin no se desarrolló a partir del .45-70 . Más bien, el .450 Marlin se desarrolló a partir del "wildcat" .458 × 2" American, que se basó en el casquillo del .458 Winchester Magnum .  Colocando al .450 Marlin en la familia de cartuchos derivados del .458 Winchester, aunque se entiende más fácilmente como un .45-70 "modernizado". Es posible cargar manualmente el .45-70 a niveles que puedan dañar  armas de fuego más antiguas, como la Springfield Modelo 1873 . El .450 Marlin ofrece la balística de esas cargas "calientes" del .45-70 sin el riesgo de colocarse en armas de fuego que no pueden soportar su mayor presión.
El casquillo se ha modificado para evitar que se aloje en cámaras de menor diámetro como el 7mm Remington Magnum o el .338 Winchester Magnum.  El .45-70 y el .450 Marlin no pueden tener recámara cruzada, pero los rifles con recámara estadounidense se pueden modificar para disparar el .450 Marlin. 

## Dimensiones

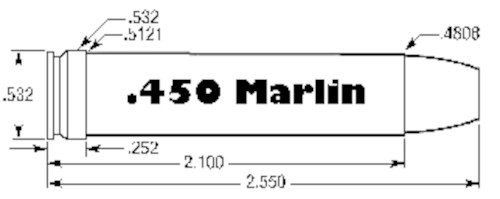

Las dimensiones están sujetas a cambios. Las dimensiones más actuales están disponibles en la web de SAAMI, norma Z299.4 – 2015, en las páginas 148 y 344.